# Pu-Pu-Teller

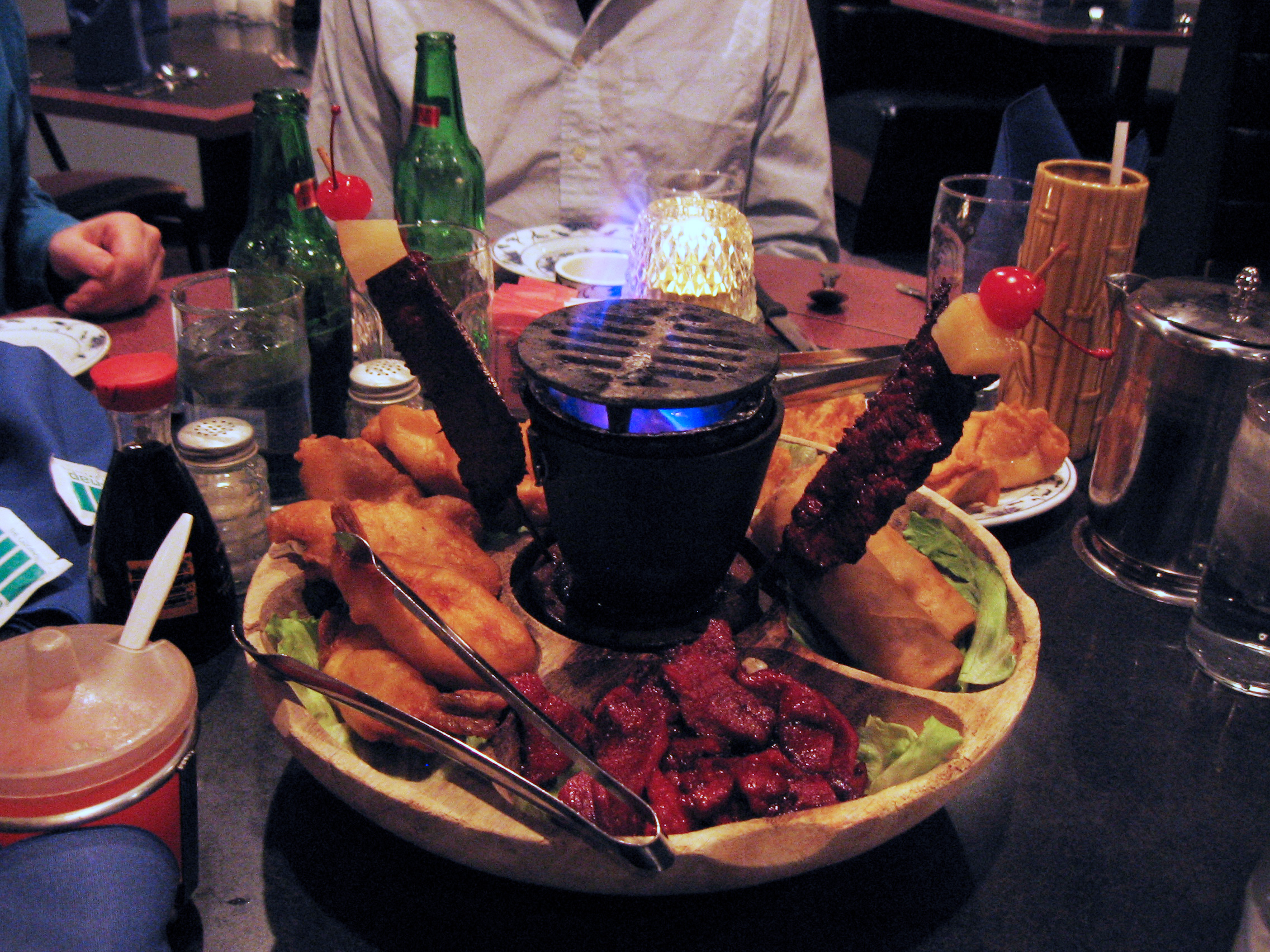
Ein Pu-Pu-Teller

Ein Pu-Pu-Teller ist ein Bestandteil der hawaiischen Küche. Er ist auch in der sinoamerikanischen Küche vorhanden.

## Beschreibung
Das hawaiische Wort pūpū beschreibt im Allgemeinen Vorspeisen, nämlich Fisch, Hühnchen oder Banane, die mit Kava serviert werden. Ein hawaiischer Pupu-Teller besteht heutzutage meistens aus geräuchertem Fleisch, gegrilltem Fisch und Gemüse bis hin zu Teriyaki und Sushi. Chinesische Pupu-Teller bestehen üblicherweise aus Eierrollen, Wan Tan, Krabbenchips und Chicken-wings. In einigen Fällen besitzen diese Teller auch einen Hibachi-Grill.